# Amphicyoninae
Az Amphicyoninae az emlősök (Mammalia) osztályának ragadozók (Carnivora) rendjébe, ezen belül a fosszilis medvekutyafélék (Amphicyonidae) családjába tartozó alcsalád.

## Előfordulásuk
Ennek az alcsaládnak a különböző fajai Észak-Amerikában, Eurázsiában és Afrikában fordultak elő, körülbelül 37,2-2,6 millió évvel ezelőtt, azaz a késő eocén és a késő pliocén korszakok között.

## Rendszerezés
Az alcsaládba az alábbi 23 nem tartozik:
- Agnotherium Kaup, 1833 - középső miocén; Afrika, Európa
- medvekutyák (Amphicyon) Lartet, 1836 - középső miocén-késő pliocén; Európa, Ázsia, Afrika Észak-Amerika
- Brachycyon Filhol, 1872 - kora miocén-késő miocén; Eurázsia, Észak-Amerika
- Cynelos Jourdan, 1862 - kora-késő miocén; Európa, Ázsia, Afrika, Észak-Amerika
- Cynodictis Bravard & Pomel, 1850 - késő eocén - kora oligocén; Európa, Ázsia
- Euroamphicyon - miocén; Európa
- Goupilictis Ginsburg, 1969 - oligocén-miocén; Európa
- Guangxicyon Zhai et al., 2003 - késő eocén; Ázsia
- Haplocyon Schlosser, 1901 - késő oligocén; Európa
- Haplocyonoides Hürzeler, 1940 - kora miocén; Európa
- Haplocyonopsis de Bonis, 1973 - miocén; Európa
- Harpagocyon Springhorn, 1977
- Heducides
- Ischyrocyon Matthew & Gidley, 1904 - középső miocén; Észak-Amerika
- Magericyon Peigne, Salesa, Anton & Morales, 2008 - középső miocén; Európa
- Pliocyon Matthew, 1918 - kora-középső miocén; Észak-Amerika
- Protemnocyon Hatcher, 1901 - kora oligocén; Észak-Amerika
- Pseudarctos Schlosser, 1899 - középső miocén; Európa, Ázsia
- Pseudamphicyon Schlosser, 1887
- Pseudocyon Lartet, 1851 - középső miocén; Eurázsia, Észak-Amerika
- Pseudocyonopsis Kuss, 1965 - kora oligocén; Európa
- Symplectocyon Springhorn, 1979
- Ysengrinia Leidy, 1853 - kora miocén; Európa, Észak-Amerika, Afrika